# Macchina di misura a coordinate
Una macchina di misura a coordinate (CMM, da (EN) coordinate-measuring machine) è un dispositivo meccanico per misure dimensionali, basato su una sonda che determina le coordinate di posizione su uno spazio di lavoro.
Le CMM sono macchine a controllo numerico computerizzato per la movimentazione di un dispositivo di misura (sonda) che permette di determinare le coordinate spaziali di punti appartenenti alle superfici di un pezzo. Applicazioni tipiche CMM sono per il controllo di qualità (ispezione dimensionale e geometrica in sostituzione delle macchine di misura dedicate) e per il reverse engineering (rilevazione della geometria di superfici non note e per la loro trasformazione in un modello matematico in ambiente CAD).

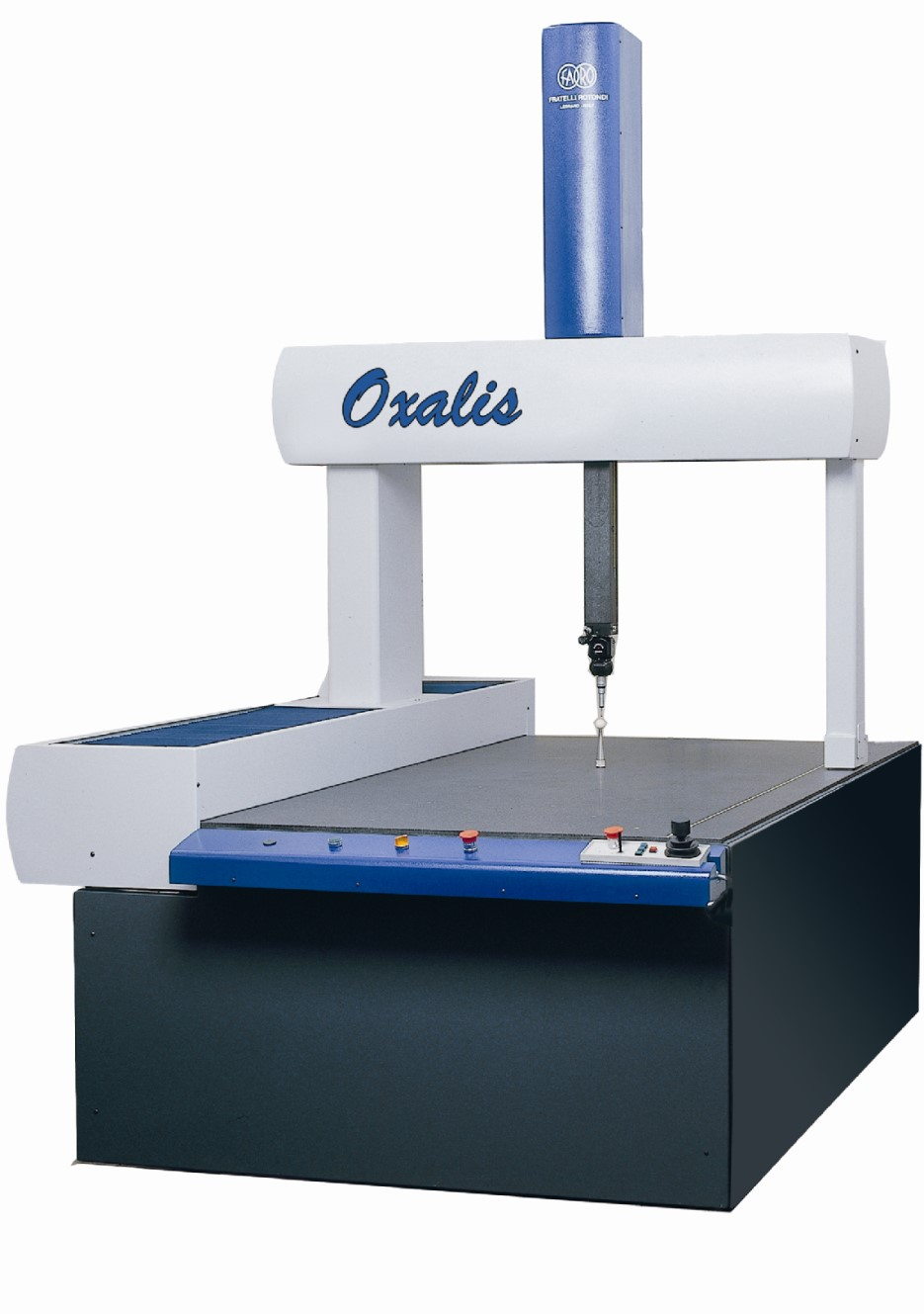
Macchina di misura a portale mobile

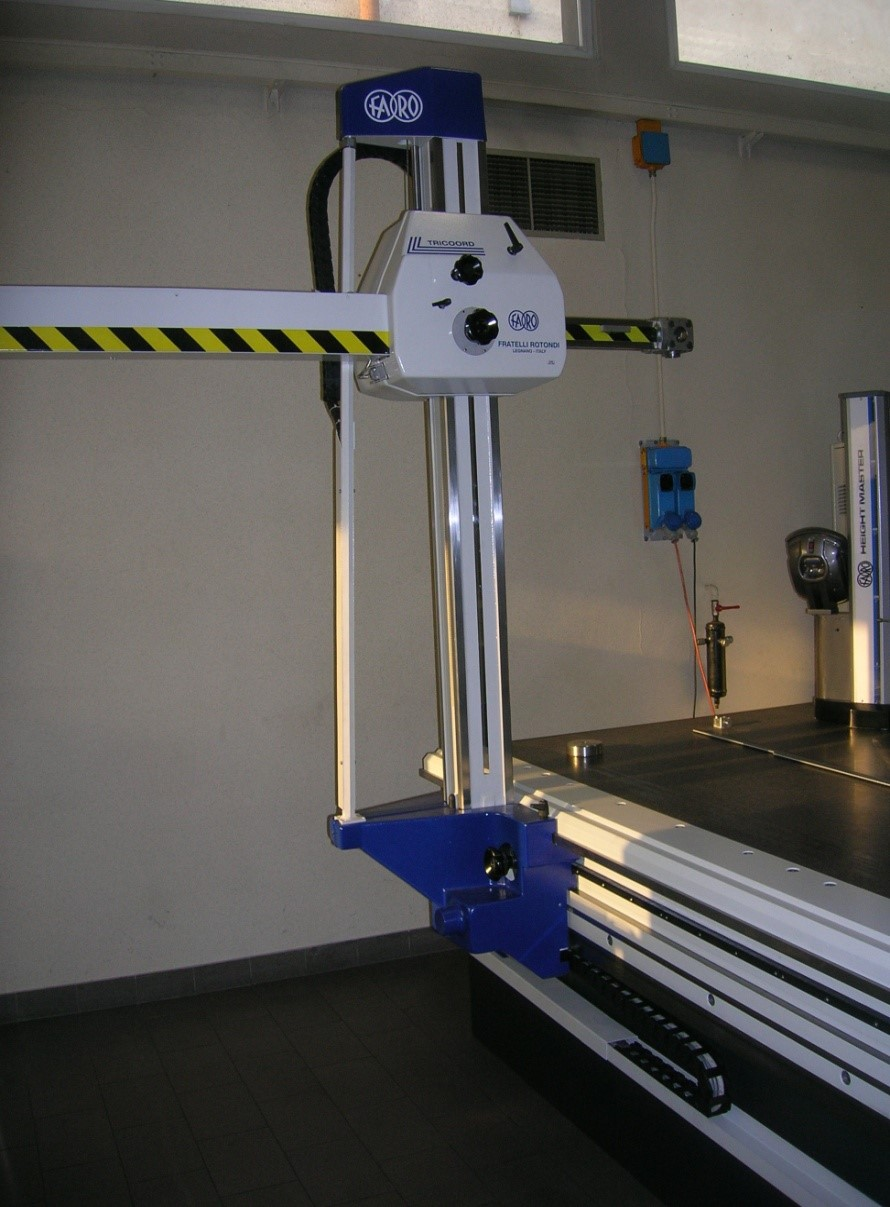
Macchina di misura 3D a braccio orizzontale

## Tipi di macchina
Le macchine di misura tridimensionali si differenziano per come sono costruite; possono essere:
- Macchine di misura tridimensionali a portale mobile;
- Macchine di misura tridimensionali a portale fisso;
- Macchine di misura tridimensionali a braccio orizzontale.